# Anti Indijanci
Anti (Chuncho), naziv za pleme ili skupinu plemena američkih Indijanaca koji su nekada, ili još žive u džunglama podno istočnih obronaka Anda u Peruu. Naziv Anti ili Chuncho dobili su od Inka, a jezično su pripadali jezičnoj aravačkoj porodici i skupini pre-Andino Arawaka. naziv koji je nekada označavao cijelu skupinu plemena kasnije je zamijenio naziv Campa ili Kampa. Noviji nazivi su Tšontikiro (Chontaquiro) koji Rivet koristi kao sinonim za Indijance Piro i Kampa, a u njih uključuje Anti, Camatika (Camatica), Kimbiri (Quimbiri), Pangoa, Catongo, Kirinairi (Quirinairi), Matši ganga (Machiguenga), Pukapakuri, Tampa, Ugunitširi (Ugunichiri), i Ugonino koji žive u bazenu rijeka Tambo, Perené, Ene, Apurimac, Urubamba i Yavero.
Tessmann (1930) uključuje plemena Chontaquiro i Simirinche zajedno s Piro i razlikuje ih od Campa, Amatšenge i Matshingenga. Galt vidi Chontaquiro Indijance kao ogranak brazilskih Masha (Maskoo, Mesko, Mosko). Osambela (1896) daje naziv Campa svim plemenima od rijeke Beni do Camisea. García Rosell koristi naziv Machiganga da označi plemena od rijeke Madre de Dios do rijeka Apurimac, Ene, Perené, Tambo i Alto Ucayalia, uključujući i pleme Campa.
Marcoy (1875) skupinu Anti dijeli na plemena Anti s Gran Pajonala i rijeka Huarancalqui i Apurimaca do njenog ušća s rijekom Quiillamba na miroljubiva plema Anti, Campa (Mesca), Pangoa, Menearo, Anapati, i Pilcosmi na jugu; Satipo, Copiri i Tomiristi na sjeveru; i Cobaro, i Pisiatari na istoku.
Ova plemena živjela su prilično jednostavno, nije bilo velikih kuća ni maskirnih plesova, a nekoliko srodnih obitelji živjelo je zajedno u izolaciji. Uzgajali su slatku manioku kao glavni izvor prehrane na posijeci-i-spali poljima, a uz njih još neke biljke uključujući i one s narkotičnim svojstvima, kao koku. Pamuk su brali divlji a žene su ga tkale na velikim tkalačkim stanovima ili ucayali-stanovima. Lončarstvo je jednostavno, često neobojeno. Spavalo se na rogožinama, i nije bilo visećih mreža, stolica i kreveta na platformama. U lov se išlo s lukom i strijelom ili kopljem; puhaljku, rezbarenih toljaga, udica i harpuna nisu imali.
Ova plemena, što su nekada nazivana Antima danas su poglavito poznati kao Campa, a pleme Anti kao posebno pleme živjeli su u dolini rijeke Perené.